# Aston Martin DB Mark III
Aston Martin DB Mark III – sportowy samochód osobowy produkowany przez brytyjską firmę Aston Martin w latach 1957−1959. Dostępny jako 2-drzwiowe coupé lub 2-drzwiowy kabriolet. Następca modelu DB2/4 MkII. Do napędu użyto silnika R6 o pojemności 2,9 litra. Moc przenoszona była na oś tylną poprzez 4-biegową manualną skrzynię biegów. Samochód został zastąpiony przez model DB4.

## Dane techniczne

### Silnik
- R6 2,9 l (2922 cm³)[1], 2 zawory na cylinder, DOHC
- Układ zasilania: trzy gaźniki
- Średnica × skok tłoka: 83,00 mm × 90,00 mm
- Stopień sprężania: 8,6:1
- Moc maksymalna: 164 KM (121 kW)[1] przy 5500 obr./min
- Maksymalny moment obrotowy: 263 N•m przy 4000 obr./min

### Osiągi
- Przyspieszenie 0-100 km/h: 8,2 s
- Prędkość maksymalna: 192 km/h